# Takase-Kanal

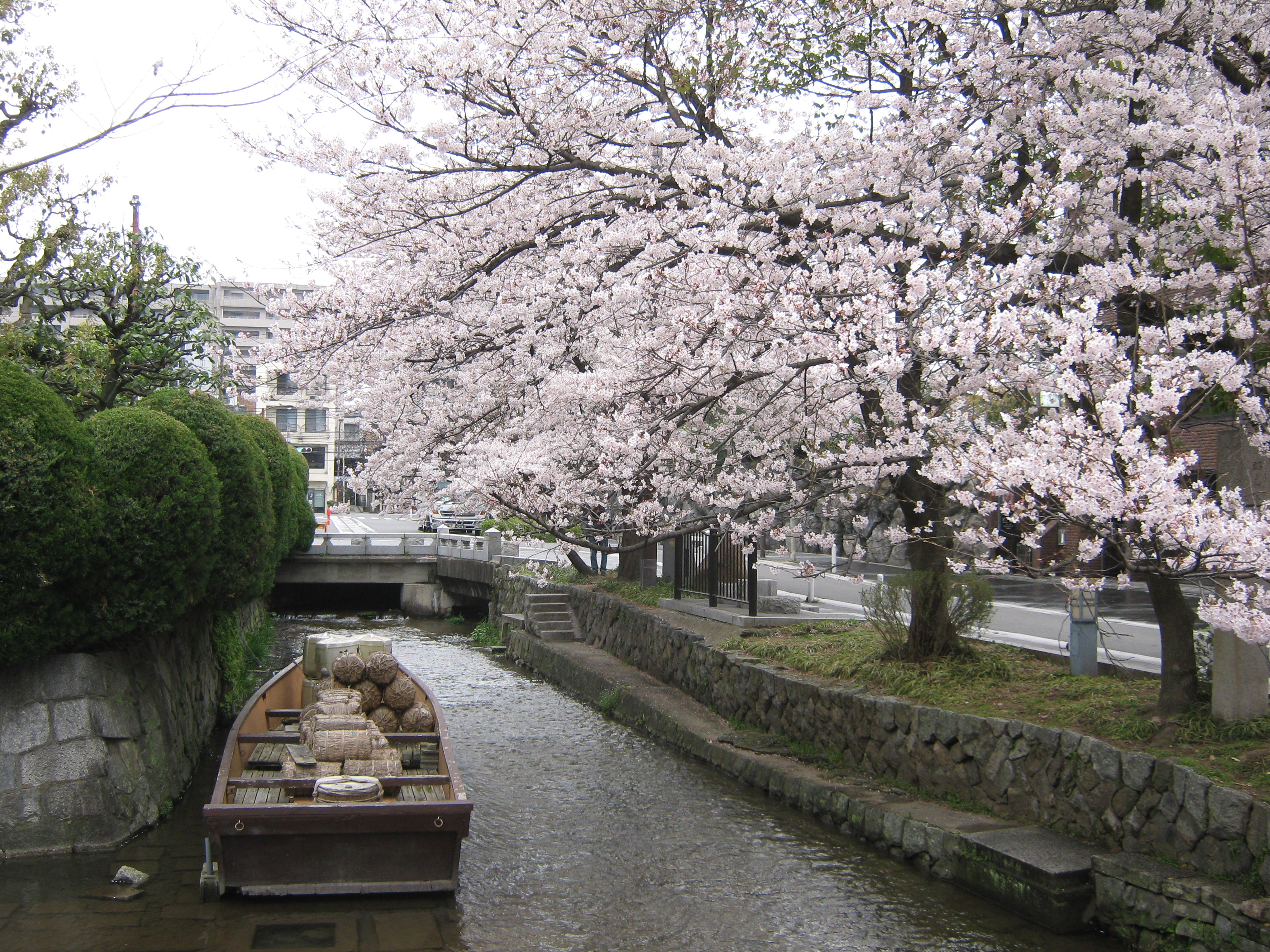
Takase in Kyōto

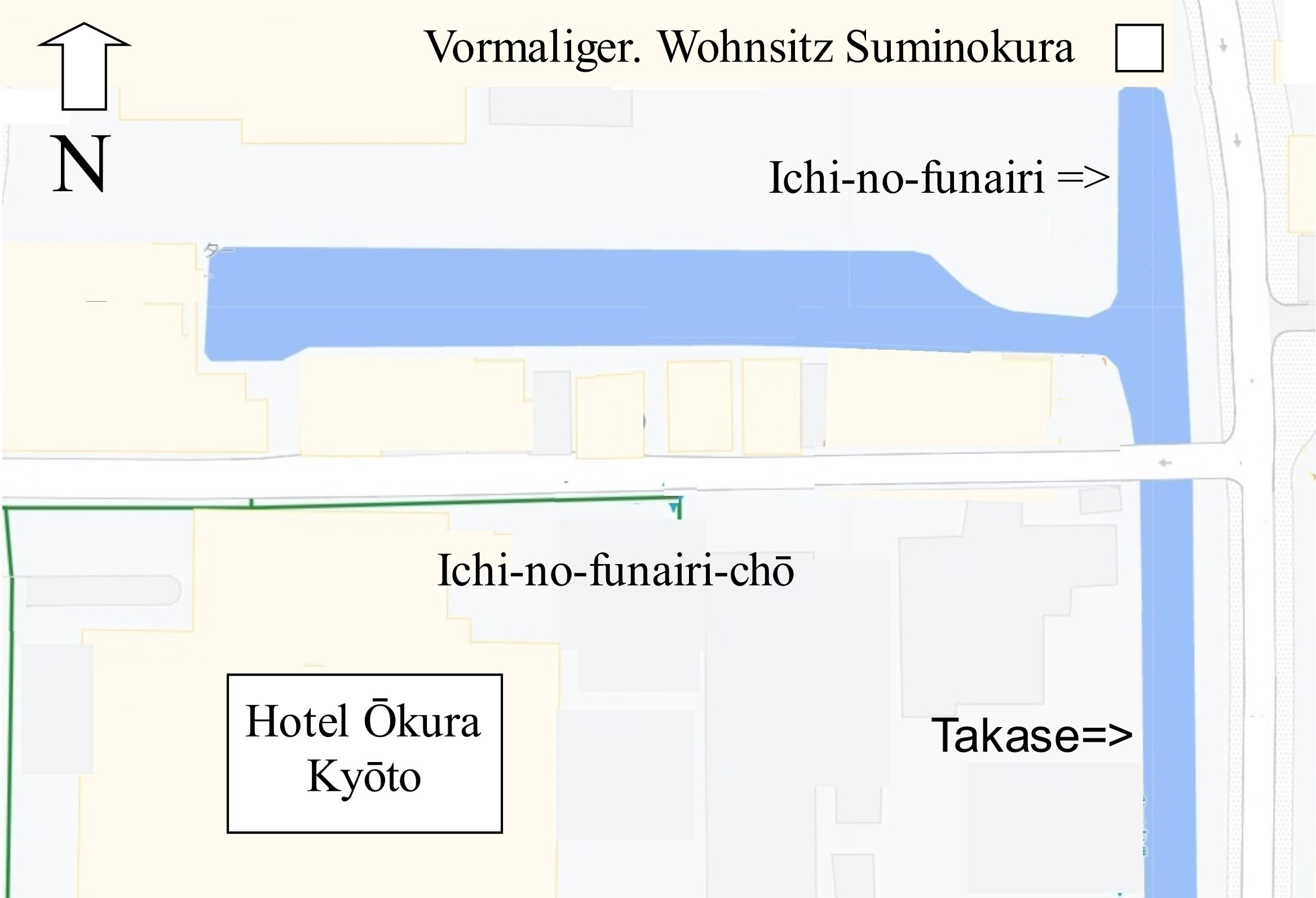
Ichi-no-funairi in Kyōto

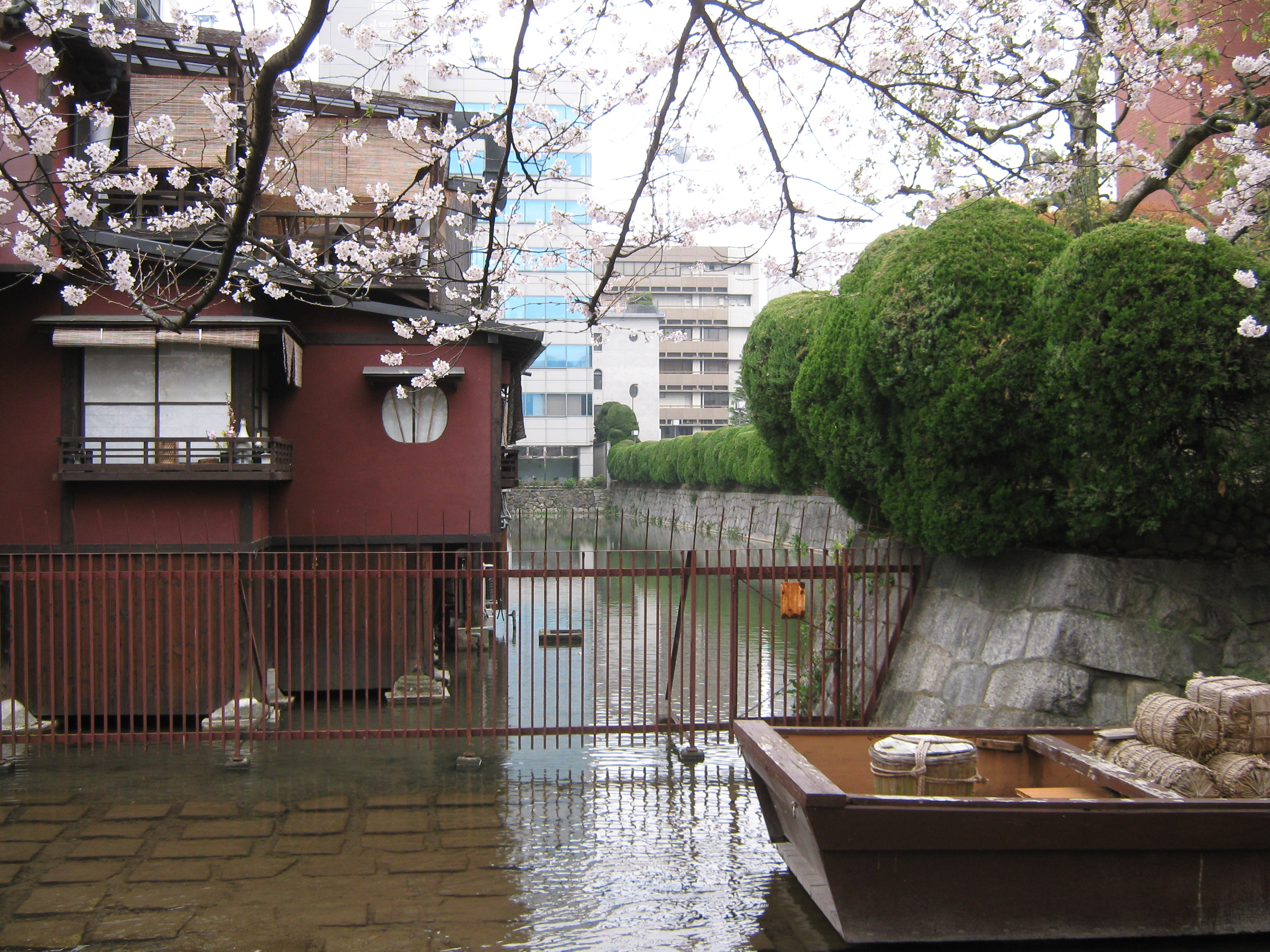
Ichi-no-funairi und Abzweigung, heute

Der Takase (japanisch 高瀬川, Takasegawa) ist ein Kanal in Japan, der von Kyōto nach Osaka führt und bis ins 19. Jahrhundert für die Versorgung Kyōtos wichtig war.

## Übersicht
Der Takase, angelegt für den Waren- und Menschentransport auf dem Wasser, beginnt in Kyōto parallel zum flachen Kamo-Fluss nördlich der Oshikoji-Straße (押小路), wo Wasser aus dem Kamo-Fluss genommen wird. Er endet im Stadtteil Fushimi (伏見), wo er in den Yodo-Fluss mündet.
Suminokura Ryōi (1554–1614), ein Kaufmann und Schiffer in Kyōto, beantragte 1611 beim Shogunat für den Transport von Materialien zum Wiederaufbau des Tempels Hōkō-ji einen Wasserweg. Der Tempel wurde bis zum Herbst desselben Jahres wieder hergestellt, aber der Kanal blieb erhalten und wurde weiter genutzt. Für das flache Wasser wurden Boote mit geringem Tiefgang gebaut, die „Takase-Boote“, japanisch „Takasebune“ (高瀬舟).
Bis zum Ende der Meiji-Zeit wurde der Wasserweg aktiv zwischen Kyōto und Osaka genutzt. Die Gesamtlänge beträgt knapp 10 Kilometer, die Breite etwa 5,50 m. Der Lade- und Entladehof „Ichinofunairi“ (一之船入) in der Nähe der Gabelung am Kanalanfang in Kyōto ist als historische Stätte ausgewiesen.
Mori Ōgai verfasste 1916 eine Kurzgeschichte mit dem Titel „Takasebune“.